# Mozo de cámara
Mozo de cámara era un oficio de palacio destinado al servicio personal de una persona real. 
Los mozos de cámara iban por la mañana adonde estaba el que tenía la ropa y llaves de la cámara y limpiaban las calzas y borceguíes, alcorques y vestidos que su amo había traído el día anterior, y cogido y todo bien limpio lo ponían sobre una mesa, de donde las llevaban tras el camarero e iban a vestir a su amo. En todo momento del día y la noche, hasta que éste se quería acostar, estaban donde su persona real estaba, excepto si se había retirado y había mandado a los reposteros de camas que guardaran la puerta por fuera y quería estar solo o con algún particular o en consejo. Pero en cualquier otro momento estaban los de la cámara con el príncipe en cuerpo y sin bonete ni pantuflos ni espada y en especial dos de ellos, a quienes cabía la guardia de aquel día, para que su amo les enviara al camarero con algún recado o también fuera de palacio a mandar o decir lo que era servido.
Por su orden eran obligados dos de éstos de la cámara a ir con la persona real a la caza o montería, llevando uno una maleta de grana que le daban en la cámara con un vestido de pardo o verde para el monte o caza y algunos pañuelos de nariz y dos o tres toallas, algunos borceguíes, zapatos y pantuflos y una espada, chavarina o cuchillo, escribanías y papel y otras cosas. Y los mozos de la caballeriza, al tiempo que los mozos de espuelas llevaban el caballo o mula para la persona y el caballo del paje de lanza, un mozo de caballos llevaba una buena y recia hacanea para el mozo de cámara de la maleta. Cuando volvía de cazar por la noche, llevaba la maleta a la cámara y el día siguiente por la mañana iba a limpiar la ropa de la maleta. La cogía y la entregaba por cuenta con lo que había en ella al mozo de cámara de las llaves que se lo había dado. A la puerta de palacio, cuando el amo venía de caza, estaba aguardando el mozo de caballos para volver la hacanea a la caballeriza, al apearse el mozo de cámara de la maleta. 

## Mozo de cámara de las armas
Había en la cámara arneses blancos y otras armas de la jineta y de diversas maneras. Los mozos de cámara de las armas eran en la casa real dos. Uno de ellos tenía las llaves de las armas y daba relación al camarero de lo que era necesario para la conservación y limpieza de las armas y cuando convenía ir el armero de la persona, iba a la cámara para adobar y limpiar la pieza o arnés que necesitaba. Estos mozos de cámara de las armas eran hijosdalgo de confianza y tenían las llaves de ellas de mano del camarero y en la cámara donde está la otra hacienda, pero aparte. No se ocupaban en nada de la ropa ni del vestido de la persona real, más de cuanto llevaba y traía el espada y daga de la persona real. 
Así que uno de estos mozos de cámara de las armas era el que llevaba la espada y la daga cada noche al tiempo que la persona real se acostaba y por la mañana al tiempo del vestir la tornaba a la cámara. Pero si el príncipe se armaba para justas o torneos o estando en la guerra, éstos, con el camarero y el armero, frecuentaban más su oficio y eran muy ordinarios en servirlo.

## Mozo de cámara de las llaves
El mozo de cámara de las llaves tenía las llaves de la cámara. Tenía que ser hombre limpio y diligente y de mucho cuidado en tratar, orear y limpiar la ropa de la cámara. Este tiene el salario que los otros y al tener más trabajo que ninguno, se le solía dar alguna ayuda de costa y se le daban raciones extras para los mozos que le ayudaban y servían en el guardarropa y a los cuales mandaba, contrataba y despedía si convenía. Estos ataban y desataban las cajas y las pasaban de un lado a otro. Barrían la cámara, sacudían y doblaban la ropa, tapicería, tapetes y alfombras y hacían todos los otros servicios manuales y lo que les estaba mandado por el que tenía las llaves y limpiaban los candeleros y brandones de plata, del servicio de la cámara. Se le daba así mismo al que tenía las llaves velas de cera para que ardiera una toda la noche y una lámpara y un par de hachas para tenerlas donde estaba la ropa, para algunas ocurrencias. Tenían que andar siempre en la cámara un par de lanternas.

## Mozo de la cámara del retrete
Antiguamente, retrete se refería a un pequeño cuarto para retirarse a descansar.
El del mozo del retrete era un honrado oficio y de mucha confianza. Se le aposentaba cerca de palacio (en buena posada para sus criados y bestias) o dentro de él cuando había lugar, porque era muy necesario que estuviera cerca del retrete. Tenía a su cargo los almuerzos que proveían el mayordomo y el veedor y se lo mandaban llevar como el camarero tenía mandado, así como traer agua al retrete. Tenía ayuda de costa por el retrete, además del salario de mozo de cámara y tenía raciones extras para los mozos que limpian los candeleros y plata del retrete.
El camarero tenía que visitar el retrete al menos una vez por semana y quitar y poner en él lo que le pareciera y viera que se debía hacer. En el retrete, no entraba nadie sino la persona real, el camarero y el que tenía cargo del retrete, pues es lo último y más secreto de su servicio.